# Groep van Internationale Communisten
De Groep van Internationale Communisten was een radencommunistische groepering opgericht door Piet Coerman, Henk Canne-Meijer en Jan Appel in 1927. De GIC probeerden bewustzijn onder de arbeiders te verspreiden zodat ze los van politieke partijen en vakbonden situaties zelf konden beoordelen. Bij de Duitse bezetting van Nederland in 1940 verdween de groep, alhoewel veel persoonlijk contact onderhielden en in verzet gingen. Na het verdwijnen van de groep zijn een aantal participanten overgestapt naar het Marx-Lenin-Luxemburg-front.

## Geschiedenis
De GIC werd in 1927 opgericht door Piet Coerman, Henk Canne-Meijer en Jan Appel, kort na de dood van Herman Gorter en de verdwijning van de KAPN. Veel oud-leden van de KAPN zouden overstappen naar deze nieuwe groep radencommunisten die louter één korte doelstelling aannam. In tegenstelling tot de KAPN was de GIC geen partij en nam het geen platform of statuten aan. De GIC begon in 1928 met het publiceren van een tijdschrift genaamd Persdienst van de Groepen van Internationale Communisten. Met het toetreden van oude KAJ'ers (jongerenorganisatie van de KAPN) steeg de groep tot zo'n 40 participanten. Voor de jonge KAJ'ers met weinig politieke achtergrond was het vooral een 'school' in kritisch en wetenschappelijk denken. GIC'ers als Jan Appel, Henk Canne-Meijer en Ben Sijes trokken vaak naar Anton Pannekoek om bij te praten over de politiek. Het was allemaal niet streng georganiseerd; als participanten geen zin hadden om te komen kwamen ze niet, er was geen verplichting, alles beruste op zelfwerkzaamheid.
Een zeer omstreden kwestie was het in brand steken van de Duitse Rijksdag in 1933 door Marinus van der Lubbe. In 1934 ontstond er binnen Amsterdam een sympathiserende tendens met de publicatie van Discussie, later Proletenstemmen en ook Actie!, die echter verbonden bleef met de GIC. Andere leden van de GIC stonden achter het standpunt van Anton Pannekoek die de brandstichting van Marinus van der Lubbe verwierp.
De GIC heeft in zijn meer dan 10-jarige bestaan veel gepubliceerd, waaronder een aantal krantjes, brochures en één boek. Dit boek ontstond nadat Jan Appel met een berg aantekeningen de gevangenis uitkwam. Aan het boek, dat Grondbeginselen van Communistische Productie en Distributie heet, gingen 3 voorstudies vooraf waarvan 2 in pamflet vorm zijn verschenen. De eerste voorstudie werd voor het eerst gepubliceerd in 1927 en ging onder de naam van Marxisme en staatscommunisme ; Het afsterven van de staat. In deze tekst van Jan Appel werd het boek Staat en Revolutie van Vladimir Lenin bekritiseerd als een afwijking van Marx en Engels. De tweede voorstudie verscheen in 1928 en ging onder de naam van Aantekeningen over communistische economie. In deze economische tekst, die ook door Jan Appel is geschreven, worden een aantal communisten waaronder Kautsky, Hilferding, Neurath en Lenin bekritiseerd. Jan Appel beargumenteerd in deze tekst voor communistische productie en distributie op basis van arbeidsuren. De derde voorstudie verscheen in 1930 onder de naam Ontwikkelingslijnen in de landbouw. Deze tekst van de GIC focust zich op de ontwikkeling in de landbouw en bekritiseerd de in de Sovjet-Unie ingevoerde NEP. Deze laatste 2 studies waren bepalend voor het aankomende boek waarvan Jan Appel een manuscript schreef. Dit manuscript is uiteindelijk door Henk Canne-Meijer verbeterd en in 1930 in het Duits gepubliceerd. Uiteindelijk ontstond er een 2e Nederlandse versie die de definitieve bleek te zijn. Na de publicatie schreef Henk Canne-Meijer nog een brochure onder de naam De economische grondslagen van de radenmaatschappij die in 1948 verscheen.
Hoewel de publicatie door gebrek aan middelen en voorbereiding werd stopgezet met de Duitse bezetting van Nederland in mei 1940, bleven de persoonlijke banden bestaan; net als deelname aan "illegale" activiteiten bij het Marx-Lenin-Luxemburg-front. Na de oorlog zou Stan Poppe – die onder invloed kwam te staan van de radencommunisten – de Communistenbond Spartacus oprichten die, met veel oud-leden, een centralistische voortzetting bleek. Deze centralisatie dreef uiteindelijk de groep in 1947 weer uit elkaar.